# Zelfhosting
Zelfhosting (ook wel self-hosting in het Engels) is het draaien van dagelijks gebruikte diensten op eigen infrastructuur, in tegenstelling tot het gebruiken van aangeboden diensten en diens bedrijfsinfrastructuur. Hierbij wordt digitale autonomie nagestreefd, zodat de eindgebruiker zelf kan bepalen wat er met de data gebeurd. Daarnaast bouwt de eindgebruiker kennis op over de diensten en hoe deze gedraaid kunnen worden via particuliere webhosting.
De diensten die zelf gedraaid worden zijn vaak vrije software en opensourcesoftware, zoals bijvoorbeeld Nextcloud.